# Södermanlands runinskrifter 354
Södermanlands runinskrifter 354 är ett vikingatida runstensfragment av sandsten som funnits vid Dillnäs kyrka, Gåsinge-Dillnäs socken och Gnesta kommun. Runristningen är mycket tydlig. Runstensfragmentet förvaras på SHM.

## Inskriften
Translitterering av runraden:
...rn : lit : raisa : stain : i... ...
Normalisering till runsvenska:
[Bio]rn(?) let ræisa stæin æ[ftiʀ] ...
Översättning till nusvenska:
Björn(?) lät resa stenen efter ...